# Hartford (Michigan)
Hartford é uma cidade localizada no estado americano de Michigan, no Condado de Van Buren.

## Demografia
Segundo o censo americano de 2000, a sua população era de 2476 habitantes.
Em 2006, foi estimada uma população de 2414, um decréscimo de 62 (-2.5%).

## Geografia
De acordo com o United States Census Bureau tem uma área de
3,6 km², dos quais 3,6 km² cobertos por terra e 0,0 km² cobertos por água. Hartford localiza-se a aproximadamente 201 m acima do nível do mar.

## Localidades na vizinhança
O diagrama seguinte representa as localidades num raio de 16 km ao redor de Hartford.